# Куарна Сопра
Куа̀рна Со̀пра (на италиански: Quarna Sopra, на местен диалект: Quarnà Zura, Куарна Дзура) е село и община в Северна Италия, провинция Вербано-Кузио-Осола, регион Пиемонт. Разположено е на 860 m надморска височина. Населението на общината е 266 души (към 2010 г.).